# Kenine
Kenine is een bestuurslaag in het regentschap Bener Meriah van de provincie Atjeh, Indonesië. Kenine telt 626 inwoners (volkstelling 2010).